# Salix gooddingii
Espèce
Classification APG III (2009)
Salix gooddingii, connu sous le nom de Saule de Goodding (en anglais, Goodding's willow, ou Goodding's black willow), est une espèce de plantes à fleurs de la famille des Salicaceae. C'est un saule natif du sud-ouest des États-Unis et du nord du Mexique. Il a été nommé d'après son collecteur, Leslie Newton Goodding.

## Description

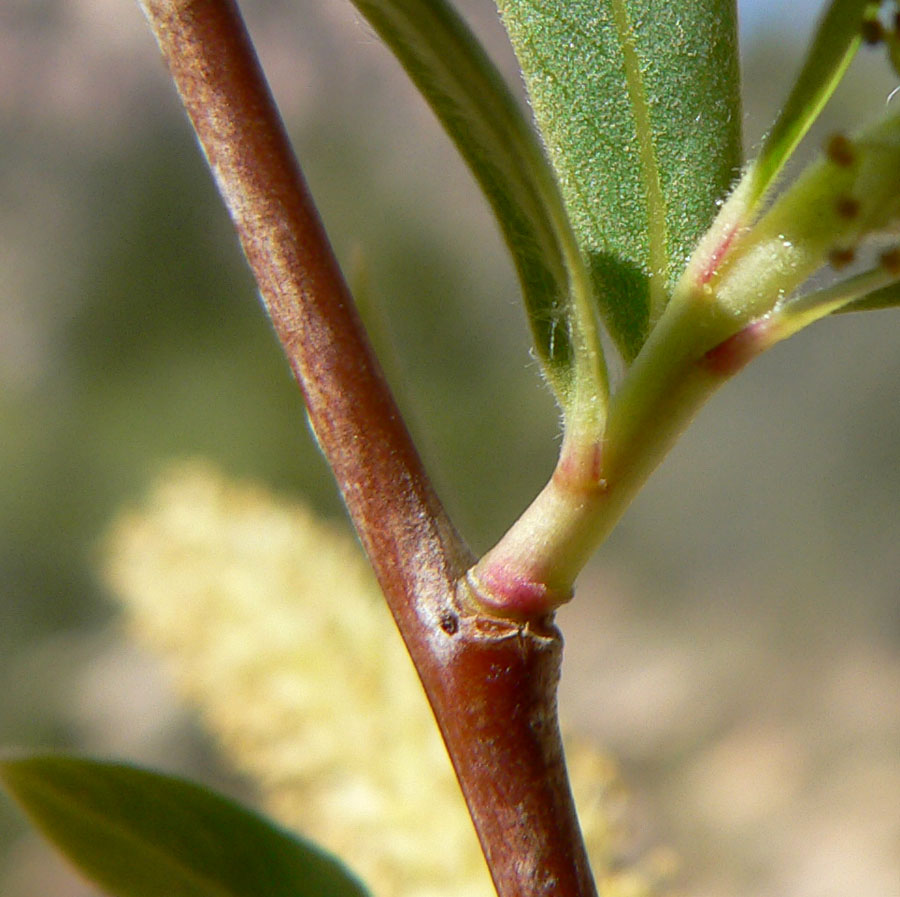
Écorce devenant vite sombre.
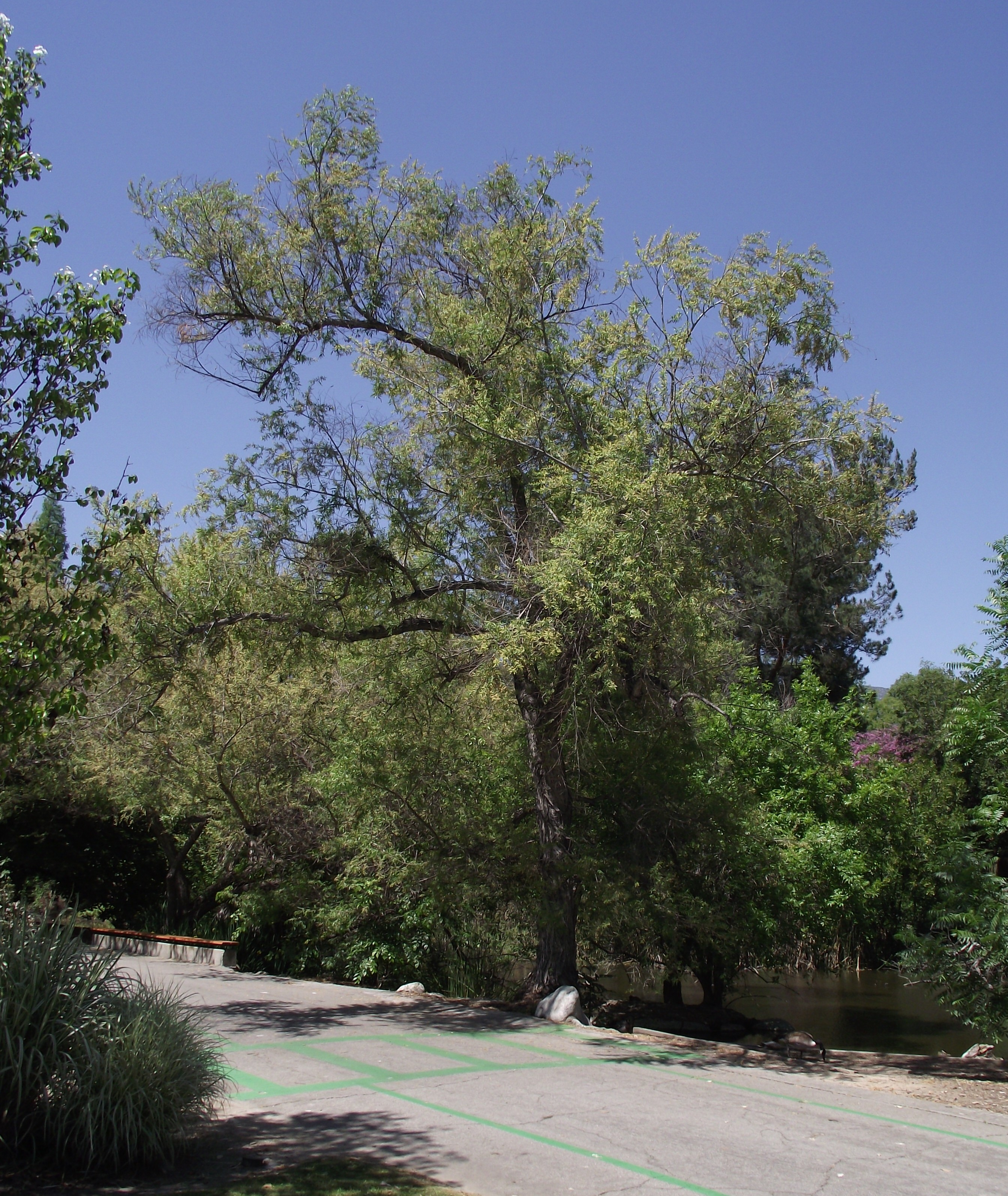
Dans l'arboretum de Los Angeles.
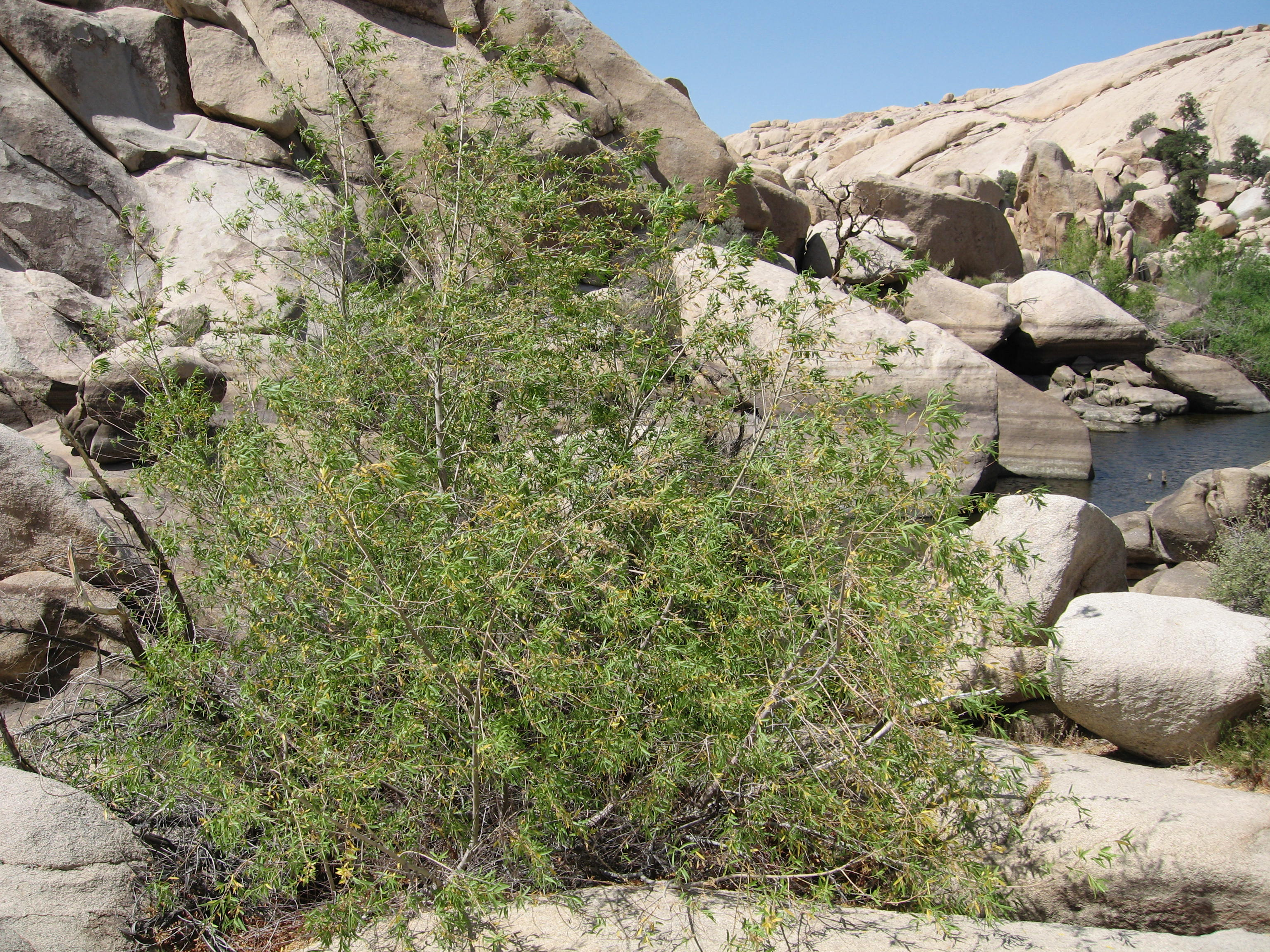
Dans son milieu naturel.

C'est une espèce riparienne commune et un arbre atteignant de 3 à 30 m de haut, avec une épaisse écorce fissurée et déchiquetée, garnie de nombreuses branches. Les feuilles vont jusqu'à 13 cm de long, sont généralement lancéolées et finement dentées. Les jeunes feuilles sont duveteuses. Les chatons mesurent jusqu'à 8 cm de long.

## Répartition et habitat
Salix gooddingii est natif du sud-ouest des États-Unis et du nord du Mexique où il prospère en milieu humide dans différents types d'habitats, des montagnes au désert.